# Medjez Sfa
Medjez Sfa (în arabă مجاز الصفاء) este o comună din provincia Guelma, Algeria.
Populația comunei este de 7.707 locuitori (2008).